# کانگ فاتح
کنگ فاتح یک شخصیت تخیلی شرور بزرگ در کتاب‌های کامیک مارول کامیکس می‌باشد. این کاراکتر به وسیلهٔ استن لی و جک کربی خلق شده و در چهار شگفت‌انگیز شمارهٔ ۱۹ام (اکتبر ۱۹۶۳) برای اولین بار معرفی شد.
در سال ۲۰۰۹، این شخصیت رتبهٔ ۶۵ام را در فهرست «بهترین تبه‌کاران کتاب‌های مصور تاریخ» آی‌جی‌ان بدست آورد.
همچنین این شخصیت در فیلم مرد مورچه‌ای و زنبورک: شیدایی کوانتومی حضور دارد.
او در سریال لوکی حضور دارد و نقش این شخصیت را جاناتان میجرز بازی می‌کند.